# Budapest Cowbells 2024
Questa voce raccoglie le informazioni riguardanti i Budapest Cowbells nelle competizioni ufficiali della stagione 2024.

## Maschile

### Prima squadra

#### Hungarian Football League 2024

##### Stagione regolare
| Budapest 14 aprile 2024, ore 15:00 2ª giornata | Újpest Bulldogs | 31 – 34 | Budapest Cowbells | UTE Atlétikai Stadion |

| Dunakeszi 4 maggio 2024, ore 15:00 4ª giornata | VSD Rangers | 0 – 40 (0-13 0-13 0-7 0-7) | Budapest Cowbells | Magyarság Sportpálya |

| Budapest 12 maggio 2024, ore 15:00 5ª giornata | Budapest Cowbells | 14 – 11 | Győr Sharks | Papírgyári pálya |

| Budapest 19 maggio 2024, ore 15:00 Anticipo 6ª giornata | Budapest Cowbells | 31 – 3 | Budapest Wolves | Papírgyári pálya |

| Budapest 8 giugno 2024, ore 15:00 7ª giornata | Budapest Titans | 33 – 34 (0-7 20-2 6-12 7-13) | Budapest Cowbells | Szabadkikötő SE |

##### Playoff
| Budapest 7 luglio 2024, ore 15:00 Semifinale | Budapest Cowbells | 24 – 7 | Budapest Wolves | Papírgyári pálya |

| Budapest 20 luglio 2024, ore 17:00 Hungarian Bowl | Budapest Cowbells | 29 – 51 | Budapest Titans | Kincsem Park |

#### Statistiche di squadra
| Competizione      | %Vittorie | In casa | In casa | In casa | In casa | In casa | In casa | In trasferta | In trasferta | In trasferta | In trasferta | In trasferta | In trasferta | Totale | Totale | Totale | Totale | Totale | Totale |
| Competizione      | %Vittorie | G       | V       | N       | P       | Pf      | Ps      | G            | V            | N            | P            | Pf           | Ps           | G      | V      | N      | P      | Pf     | Ps     |
| ----------------- | --------- | ------- | ------- | ------- | ------- | ------- | ------- | ------------ | ------------ | ------------ | ------------ | ------------ | ------------ | ------ | ------ | ------ | ------ | ------ | ------ |
| Stagione regolare | 1.000     | 2       | 2       | 0       | 0       | 45      | 14      | 3            | 3            | 0            | 0            | 108          | 64           | 5      | 5      | 0      | 0      | 153    | 78     |
| Playoff           | .500      | 2       | 1       | 0       | 1       | 53      | 58      | 0            | 0            | 0            | 0            | 0            | 0            | 2      | 1      | 0      | 1      | 53     | 58     |
| Totale            | .857      | 4       | 3       | 0       | 1       | 98      | 72      | 3            | 3            | 0            | 0            | 108          | 64           | 7      | 6      | 0      | 1      | 206    | 136    |

### Seconda squadra

#### Divízió I 2024

##### Stagione regolare
| Szombathely 7 aprile 2024, ore 15:00 1ª giornata | Szombathely Crushers | 34 – 7 | Budapest Cowbells 2 | SZSE pálya |

| Budapest 20 aprile 2024, ore 15:00 3ª giornata | Budapest Cowbells 2 | 20 – 39 | Tatabánya Mustangs | Papírgyári pálya |

| Dabas 5 maggio 2024, ore 15:00 5ª giornata | Dabas Sparks | 38 – 0 | Budapest Cowbells 2 | OBO Aréna |

| Budapest 11 maggio 2024, ore 15:00 6ª giornata | Budapest Cowbells 2 | 20 – 53 | Diósd Saints | Papírgyári pálya |

| Budapest 1º giugno 2024, ore 15:00 9ª giornata | Budapest Titans 2 | 18 – 0 | Budapest Cowbells 2 | Szabadkikötő SE |

| Budapest 15 giugno 2024, ore 15:00 11ª giornata | Budapest Cowbells 2 | 7 – 44 | CFS Guardians | Papírgyári pálya |

#### Statistiche di squadra
| Competizione      | %Vittorie | In casa | In casa | In casa | In casa | In casa | In casa | In trasferta | In trasferta | In trasferta | In trasferta | In trasferta | In trasferta | Totale | Totale | Totale | Totale | Totale | Totale |
| Competizione      | %Vittorie | G       | V       | N       | P       | Pf      | Ps      | G            | V            | N            | P            | Pf           | Ps           | G      | V      | N      | P      | Pf     | Ps     |
| ----------------- | --------- | ------- | ------- | ------- | ------- | ------- | ------- | ------------ | ------------ | ------------ | ------------ | ------------ | ------------ | ------ | ------ | ------ | ------ | ------ | ------ |
| Stagione regolare | .000      | 3       | 0       | 0       | 3       | 47      | 136     | 3            | 0            | 0            | 3            | 7            | 90           | 6      | 0      | 0      | 6      | 54     | 226    |
| Totale            | .000      | 3       | 0       | 0       | 3       | 47      | 136     | 3            | 0            | 0            | 3            | 7            | 90           | 6      | 0      | 0      | 6      | 54     | 226    |